# 術士西門
術士西門（希臘語：Σίμων ὁ μάγος，？—？），也稱智者西門（英語：Simon the Sorcerer）、撒馬利亞的西門、神的大能者（拉丁語：virtus Dei），他是1世紀持諾斯底主義的撒馬利亞人同時也是西門主義的創始人。他在聖經中有零星記載。一些基督徒認為他是基督教異端，汙名化地稱他為行邪術的西門。
有關「術士西門」的故事，參見新約聖經《使徒行傳》第八章9至24節。